# Hiroshi Abe (attore)
Hiroshi Abe (阿部 寛?, Abe Hiroshi; Yokohama, 22 giugno 1964) è un attore e modello giapponese.
Ha iniziato la sua carriera come modello nel 1987, per poi passare con successo alla recitazione, diventando una delle presenze più familiari nei media. Nel 1988 si è laureato all'Università Chuo. Ha partecipato come protagonista a numerosi dorama e pellicole cinematografiche.

## Filmografia

### Cinema
- Una ragazza alla moda (Haikara-san ga tōru), regia di Masamichi Satô (1987)
- Yawara! - Jenny la ragazza del judo (Yawara!), regia di Kazuo Yoshida (1989)
- A Xiu Luo, regia di Lam Ngai Kai (1989)
- Kujakuoh: Legend of Ashura (1990)
- Spirit Warrior (1990)
- Yamato Takeru (1994)
- The Mystery of Rampo (1994)
- Gojira 2000 - Millennium (Gojira ni-sen mireniamu), regia di Takao Okawara (1999)
- Tokyo Raiders (2000)
- Crazy Lips (Hakkyousuru kuchibiru) (2000)
- RUSH! (2001)
- Platonic Sex (2001)
- Trick  (2002)
- Amemasu no Kawa (2004)
- Hana and Alice (2004)
- My Lover is a Sniper: The Movie (2004)
- Hasami Otoko (2004)
- Survive Style 5+  (2004)
- Tetsujin 28 (2005)
- Ubume no Natsu (2005)
- Kidan (2005)
- Trick 2 (2006)
- Forbidden Siren, regia di Yukihiko Tsutsumi (2006)
- Baruto no Gakuen (2006)
- Adiantum Blue (2006)
- Bubble Fiction: Boom or Bust (Baburu e go!! Taimu mashin wa doramu-shiki) (2007)
- Taitei no Ken (2007)
- Densen Uta (2007)
- Jigyaku no Uta (2007)
- Hero, regia di Masayuki Suzuki (2007)
- Mōryō no Hako
- Ken il guerriero - La leggenda di Toki (Shin Kyûseishu densetsu Hokuto no Ken - Toki den), regia di Kobun Shizuno (2008) voce
- Team Batista no eiko (2008)
- Kakushi toride no san akunin (The Last Princess) (2008)
- Chocolate (2008)
- Aruitemo aruitemo (2008)
- The Triumphant General Rouge (2009)
- Shikeidai no Elevator (2010)
- Kiseki (I Wish, 2011)
- Suteki na Kanashibari (A Ghost of a Chance, 2011)
- Tengoku Kara no Yell (2011)
- Bokutachi wa Sekai wo Kaeru Koto ga Dekinai. But, we wanna build a school in Cambodia. (2011)
- Isoroku (Rengō Kantai Shirei Chōkan: Yamamoto Isoroku – Taiheiyō Sensō Nanajūnenme no Shinjitsu–, Combined fleet commander Yamamoto Isoroku – Truth of the Pacific War 70 years ago)
- Thermae Romae, regia di Hideki Takeuchi (2012)
- The Wings of the Kirin (Kirin no Tsubasa: Gekijōban Shinzanmono)
- Karasu no oyayubi, regia di Tadafumi Ito (2012)
- Tsuya no yoru, regia di Isao Yukisada (2013)
- Thermae Romae II, regia di Hideki Takeuchi (2014)
- Ritratto di famiglia con tempesta, regia di Kore-eda Hirozaku (2016)
- Koisaika Miyamoto, regia di Kiyoshi Shigematsu (2016)

### Televisione
- Narita Rikon (Fuji TV, 1997)
- News no Onna (Fuji TV, 1998)
- Ai Tokidoki Uso (NTV, 1998)
- Happy Mania (Fuji TV, 1998)
- Change! (TV Asahi, 1998)
- Nemuri Kyoshiro (TV Asahi, 1998)
- Genroku Ryoran (NHK, 1999)
- Omizu no Hanamichi (Fuji TV, 1999)
- Shumatsukon (TBS, 1999)
- Renai Kekkon no Rule (Fuji TV, 1999)
- Imagine (Fuji TV, 2000)
- Yasha (TV Asahi, 2000)
- Trick (TV Asahi, 2000)
- Kamisama no Itazura (Fuji TV, 2000)
- Hero (Fuji TV, 2001)
- Mukashi no Otoko (TBS, 2001)
- Dekichatta Kekkon as Eitaro (Fuji TV, 2001)
- Antique Cake Store (Fuji TV, 2001)
- Trick 2 (TV Asahi, 2002)
- Wedding Planner (Fuji TV, 2002)
- My Little Chef (TBS, 2002)
- Mayonaka no Ame (TBS, 2002)
- Musashi (NHK, 2003)
- Saigo no Bengonin (NTV, 2003)
- Egao no Hosoku (TBS, 2003)
- Trick 3 (TV Asahi, 2003 & 2005)
- Blackjack ni Yoroshiku SP (TBS, 2003)
- At Home Dad (Fuji TV, 2004)
- Tobosha as Minechima Ryuji (TBS, 2004)
- Yoshitsune (NHK, 2005)
- Dragon Zakura (TBS, 2005)
- Trick Shinsaku Special (TV Asahi, 2005)
- Onna no Ichidaiki: Setouchi Jakucho (Fuji TV, 2005)
- Chichi ga Kita Michi (TBS, 2005)
- Hero SP (Fuji TV, 2006)
- Kekkon dekinai otoko (Fuji TV, 2006)
- Haruka naru Yakusoku asaburo (Fuji TV, 2006)
- Tengoku to Jigoku (TBS, 2007)
- Change (Fuji TV, 2008)
- Ano Senso wa Nan Datta no ka (TBS, 2008)
- Tenchijin (NHK, 2009)
- Shiroi Haru as (Fuji TV, 2009)
- Saka no Ue no Kumo eyuki (NHK, 2009)
- Shinzanmono (TBS, 2010)
- Trick Shinsaku Special 2 as Ueda Jiro (TV Asahi, 2010)
- Akai Yubi ~ Shinzanmono Kaga Yuichiro Futatabi (TBS, 2011)
- Shiawase no Kiiroi Hankachi (NTV, 2011)
- Suteki na Kakushidori ~Kanzen Muketsu no Concierge~ (Fuji TV, 2011)
- Going My Home (Fuji TV, 2012)